# Limnephilus submonilifer
Limnephilus submonilifer là một loài Trichoptera trong họ Limnephilidae. Chúng phân bố ở miền Tân bắc.